# Astro Cagliari
L'Associazione Sportiva Dilettantistica Astro Cagliari è una società di pallacanestro femminile di Cagliari.
La squadra gioca al PalaCus e disputa dal 2013 la Serie A2. I suoi colori sociali sono il giallo e il nero. È legata alla Scuola Basket Cagliari.